# Гарибов, Шахмар Гариб оглы
Шахмар Гарибов (азерб. Şahmar Qərib oğlu Qəribli; 13 февраля 1952 — 16 февраля 2018) — советский и азербайджанский актёр театра и кино, театральный режиссёр, теледеятель.

## Биография
Родился Шахмар Гарибов 13 февраля 1952 года в Кюрдамире Азербайджанской ССР).
- 1971—1975 — учился в Азербайджанском государственном институте искусств им. М. А. Алиева.
- 1976—1990 — с перерывами актёр Сумгаитского государственного музыкального драматического театра.
- 1990—1991 — окончил режиссёрские курсы в Москве, преподаватель Леонид Ефимович Хейфец .
- 2001—2010 — работал на телеканале «Лидер».

## Фильмография
- 1986 — Листопад в пору лета (азерб. Yay gününün xəzan yarpaqları) — Кязим
- 1989 — Атака (азерб. Hücum)
- 1989 — Пригласительный (азерб. Dəvətnamə)
- 1993 — Стон (азерб.  Fəryad)
- 2004 — Граф Крестовский — Христофор Пенеотович
- 2008 — Судьба государя (азерб. Hökmdarın taleyi) — Иреванский хан